# کالاکیرا
کالاکیرا (به انگلیسی: Kela Khera) یک منطقهٔ مسکونی در هند است که در بخش ادهم سینگ‌نگر واقع شده‌است. کالاکیرا ۱۴٬۹۱۱ نفر جمعیت دارد.